# Кьорьош-Марош
Кьорьош-Марош (угор. Körös - Maros Nemzeti Park) — національний парк у південно-східній частині Угорщини, в регіоні Південний Альфельд на території медьє Бекеш.
Площа парку 501,34 км², заснований парк у 1997 році. Найбільші міста — Сарваш і Деваванья. Парк названо за назвами двох річок, приток Тиси — Кьорьоша і Мароша.
Парк складається з 13 регіонів, деякі з них взято під охорону з 1975 р., ще до утворення національного парку з метою охорони популяції дрохв. Охоронювані території парку розташовуються на просторі між кордоном з Румунією (на сході), Тисою (на заході), Кьорьошем (на півночі) і Марошем (на півдні). Головний об'єкт охорони — водні ландшафти рукавів Кьорьоша і Мароша, озер, заплавних лісів; а також популяції численних гніздових птахів.

## Примітні місця
- Озеро Фехер (Біле), яке відіграє велику роль у міграції перелітних птахів. Під час перельотів тут відпочивають тисячі журавлів, сивок та диких качок.
- Земляний вал Надьтатар — земляне укріплення кінця бронзової доби.

## Фотогалерея

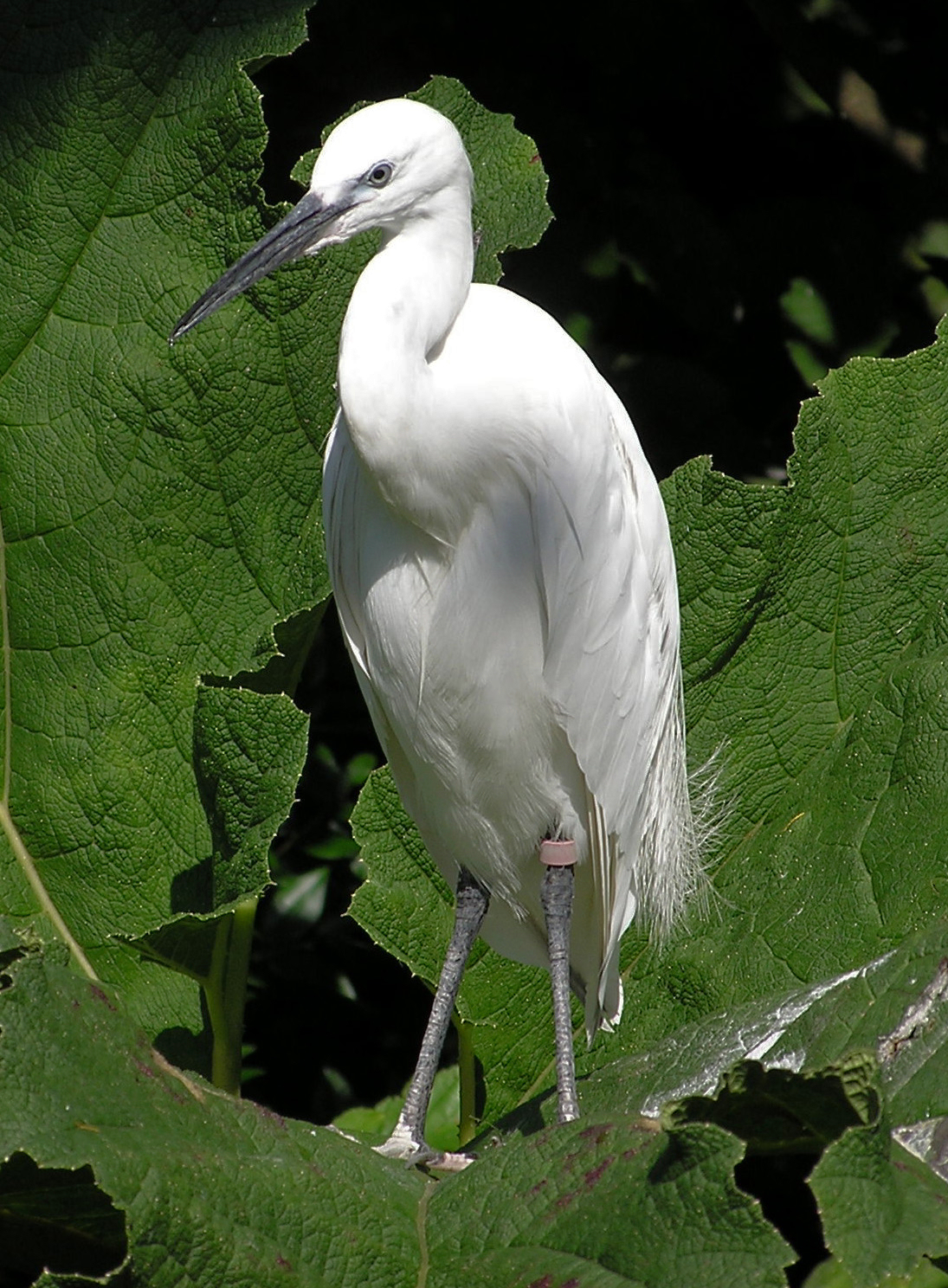
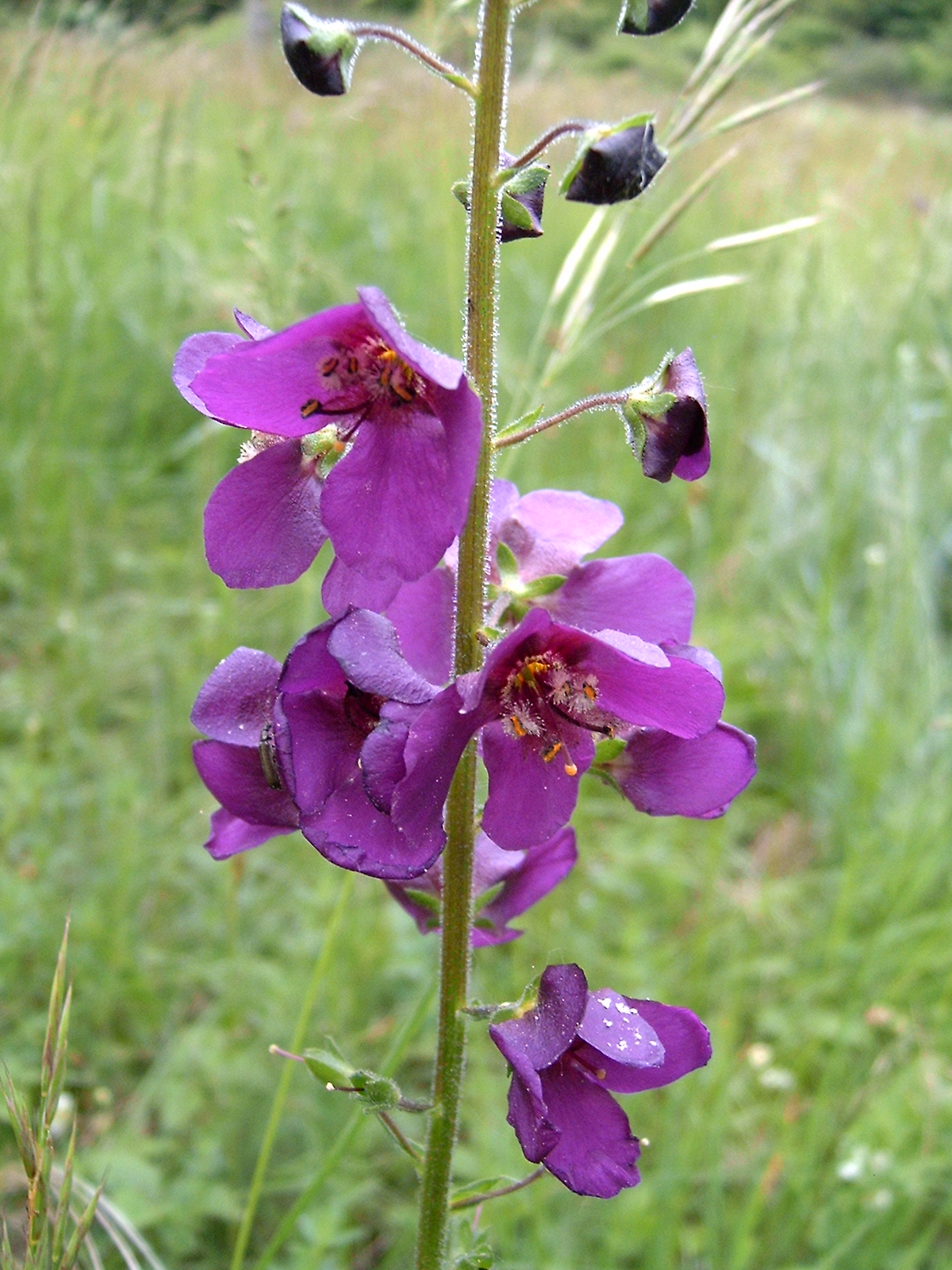
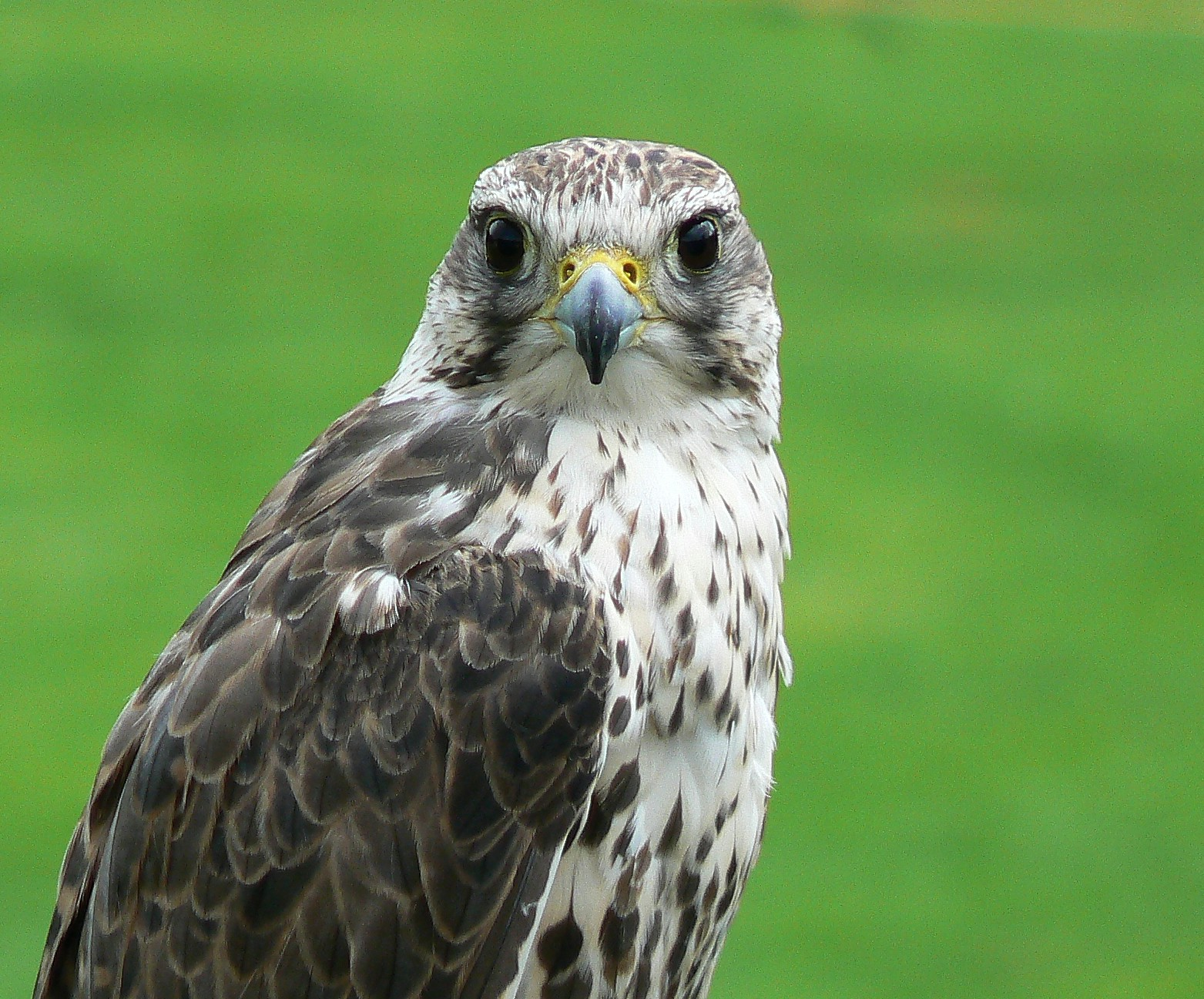
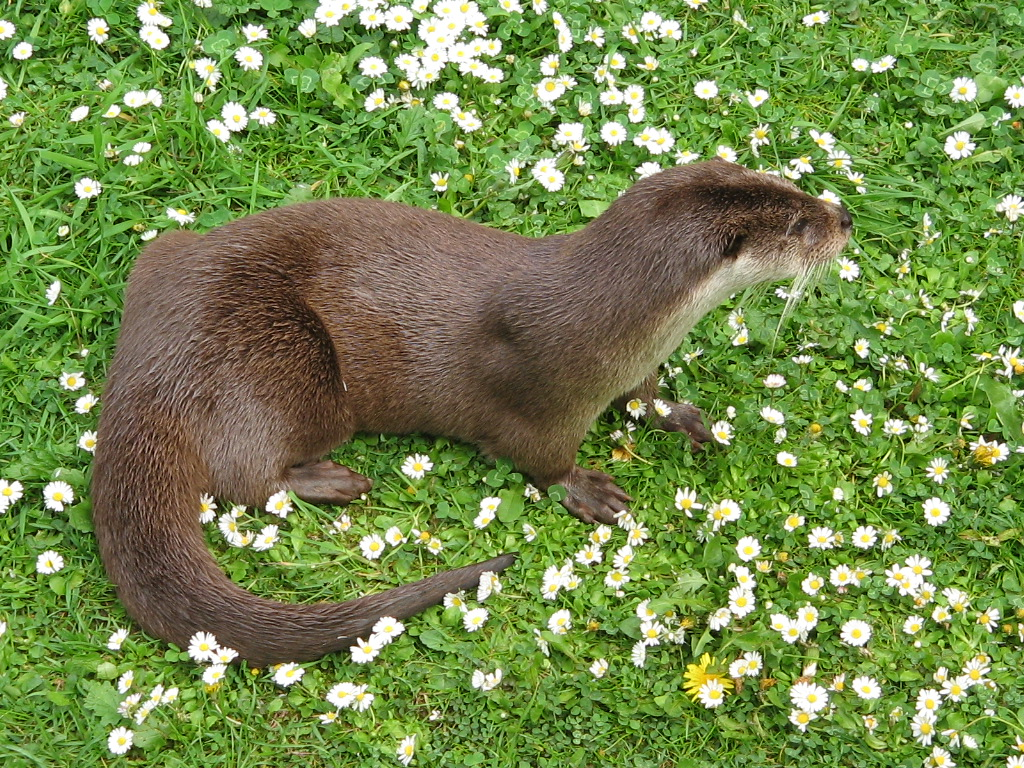
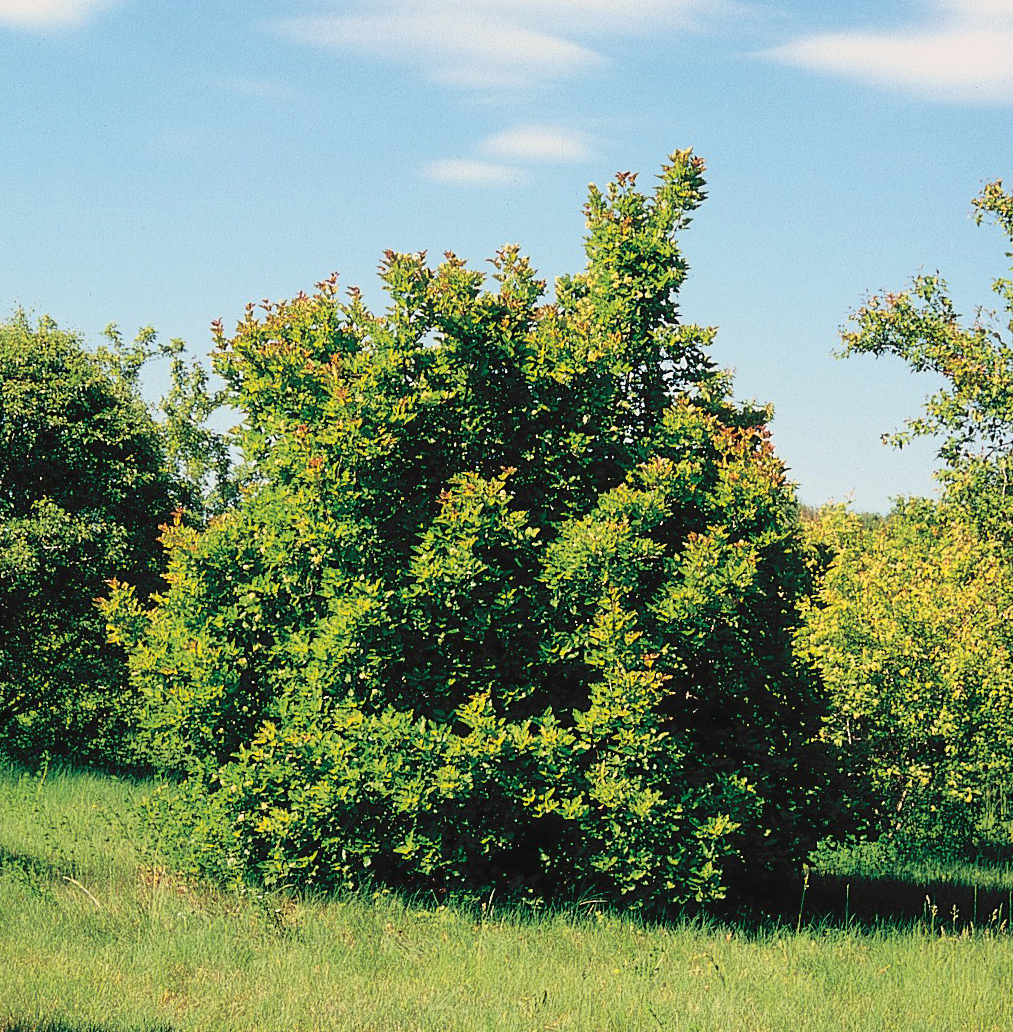
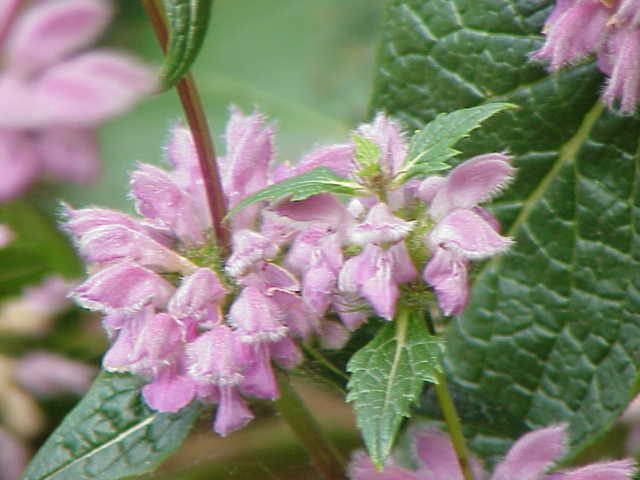

## Ресурси Інтернету
- Офіційна сторінка парку [Архівовано 27 лютого 2009 у Wayback Machine.] (угор.)
- Путівник національними парками Угорщини [Архівовано 11 жовтня 2020 у Wayback Machine.] (англ.)
- Körös-Maros Nemzeti Park Igazgatóság
- Körös-Maros Nemzeti Park KvVM TIR interaktív térkép
- Bókoló zsálya (Salvia nutans [Архівовано 16 лютого 2017 у Wayback Machine.]
- Körös-Maros Nemzeti Park leírása [Архівовано 25 травня 2014 у Wayback Machine.]